# Kereskényi István (mezőgazdász)
Alsó- és felső-kereskényi Kereskényi István (Vinica, 1797 – Karlovy Vary, 1883) nagybirtokos, mezőgazdász, politikus.

## Családja
1797-ben született Vinicán, Varasd vármegyében, ősi előkelő nemesi családból. A Kereskényi család Nyitra vármegyéből származik és már a XIII. században jelentős birtokokkal rendelkezett. Édesapja volt Kereskényi Mihály dragonyos ezredes, Magyarország heroldja, nagybirtokos, aki a wagrami csatában elvesztette jobb lábát egy lovassági roham során, édesanyja Sivkovics Terézia. Nagyapja, Kereskényi Lajos tartománybiztos, varasd vármegyei alispán, királyi tanácsos, feleségül vette az egyik legelőkelőbb horvátországi családból származó báró Pattachich Borbálát és lett horvátországi nagybirtokos. 1838-ban vette feleségül a vagyonos nemesi családból származó nemes Svagelly Antóniát, Svagelly Balázs varasd vármegyei alispán és Zdenczay Mária leányát. Gyermekei: Miklós (1839–1909) egyetemi professzor, híres agrárgazdász, László (1845–1876) horvátországi főerdész, Alexandra (1841–1891) báró Jordis-Lohausen Kamill felesége.

## Élete
Alsóbb iskolai tanulmányait a család vinicai kastélyában végezte magánúton. Gimnáziumi tanulmányait a varasdi gimnáziumban végezte, majd a Zágrábi Királyi Akadémián végzett jogi egyetemet. Az 1825–27-es országgyűlésen a távollévő báró Serényi József képviselője (absentium ablegatus) volt. Az országgyűlés után hazatért és felváltva élt a vinicai kastélyban és a varasdi palotában. Aktív résztvevője volt a reformkori Horvátország közügyeinek, ahol a liberális csoport tagja és egyik legfőbb szószólója volt a magyar-horvát kiegyezésnek. Tekintélyét mutatja, hogy az összes horvátországi vármegye táblabaírája volt és az összes szaborban meghívottként részt vett. Az 1832-es szaborban 500 Ft felajánlást tett egy horvát diák magyar és egy magyar diák horvát egyetemen történő taníttatására. Ugyanezen évben gróf Szécsen Miklóssal és többekkel alapító tagja volt a Bécsi Magyar Természetbúvárok Egyesületének és 1000 Ft-tal járul hozzá az alaptőkéhez. 1833-1834-ben Brunszvik Teréz grófnő társaságában hosszabb nyugat európai körutat tett, hogy tanulmányozza a  nyugat-európai mezőgazdaságot. Münchenből írt levelet gróf Széchenyi Istvánnak (akivel személyes jó viszonyban volt és ő nevezte Széchenyit az "első magyarnak"), beszámolva tapasztalatairól. Elsők között vetette fel egy mezőgazdasági biztosító és hitelintézet szükségességét. 1835-ben elhunyt apjától örökölte a Varasd és Zágráb vármegyében fekvő nagy kiterjedésű birtokokat, a vinicai kastélyt és a varasdi palotát, így egyike lett Horvátország legtekintélyesebb birtokosainak, 7000-8000 Ft közötti éves jövedelemmel. 1836-ban 45 Ft-ot adományoz a jamnicei keserűvíz források feltárására. 1841-ben egyik alapítója és igazgatósági tagja volt a Horvát-Szlavón Gazdasági Társaságnak, amelyet az Országos Magyar Gazdasági Egyesület mintájára hoztak létre a horvátországi birtokosok a mezőgazdaság korszerűsítése céljából. 1840. augusztus 10-én tagja lett a horvát és szlavón királyság közötti törvényes viszonyt vizsgáló bizottságnak. 1843. április 24-én az országgyűlésre küldendő horvátországi követek utasítását kidolgozó bizottság tagja. 1844-ben felújíttatta a vinicai kastélyt. 1845. szeptember 23-án a törvényhatóságok szabor követei által előadott javaslatokat, sérelmeket összegyűjtő és rendszerező bizottság tagja. 1845. október 8-án a túrmezei nemesek szabad kerület szavazati joga és Zágráb vármegye között kialakult vitában tárgyaló bizottság tagja. 
1848-után a közéletben nem vett részt. Birtokain gazdálkodott. Varasdon és Bécsben élt, valamint minden évben üdült Karlovy Varyban, ahová gyógykezelésre járt. Itt is érte a halál 1883-ban. A család vinicai kriptájában lett eltemetve.

## Művei
- Münchennek 'Au' nevű elővárosa, Társalkodó, 1834. július 30.
- Rapsodische Bemerkungen über Croatien und einige gegenden Ungerns, Zeitschrift von und für Ungarn, 1832